# 84991 Bettyphilpotts
84991 Bettyphilpotts este un asteroid din centura principală de asteroizi.

## Descriere
84991 Bettyphilpotts este un asteroid din centura principală de asteroizi. A fost descoperit pe 22 decembrie 2003 în cadrul proiectului CSS. Asteroidul prezintă o orbită caracterizată de o semiaxă mare de 2,67 ua, o excentricitate de 0,11 și o înclinație de 9,5° în raport cu ecliptica.